# 佐久間英利
佐久間英利（さくま ひでとし、1952年（昭和27年）10月1日 - ）は、日本の銀行家。千葉銀行代表取締役会長。千葉商工会議所会頭。

## 来歴・人物
千葉県木更津市出身。早稲田大学政治経済学部卒業後、千葉銀行に入行。竹山正頭取体制下においては、東京都東部や茨城県南部などへの営業拡大を担った。
2009年、頭取に昇格。副頭取制を廃止し同期入行である3人を取締役・専務執行役員に就かせ営業、企画管理、審査の各ユニット統括長に任命するなど経営体制の見直しを図り、武蔵野銀行と連携協定を結び、営業やコスト削減で協力を深めた。また、2012年と2017年に全国地方銀行協会の会長を務めた。
2018年から千葉商工会議所会頭を務める。2021年代表取締役会長に退く。
2023年8月31日、「仕組債」と呼ばれる高リスク金融商品の不適切販売の責任を取って、2024年3月31日付で会長並びに代表取締役を辞任する予定であることを発表。同年6月開催予定の株主総会で取締役も退任し、千葉銀行の特別顧問に就任する予定。

## 略歴
- 千葉県立木更津高等学校卒業[8]。
- 1976年（昭和51年）- 早稲田大学政治経済学部卒業後、千葉銀行入行。
  - 以降、経営企画部副部長、市場営業部長、経営企画部長等を歴任する。
- 2003年（平成15年）6月- 同取締役経営企画部長。
- 2006年（平成18年）6月- 同取締役常務執行役員本店営業部長。
- 2007年（平成19年）6月- 同取締役常務執行役員。
- 2009年（平成21年）3月- 同代表取締役頭取。
- 2012年（平成24年）6月- 全国地方銀行協会会長。
- 2017年（平成29年）6月 - 全国地方銀行協会会長。
- 2018年（平成30年）11月 - 千葉商工会議所会頭。
- 2021年（令和3年）
  - 5月 - 千葉県公安委員会委員[9]。
  - 6月 - 千葉銀行代表取締役会長[3]。
- 2024年（令和6年）
  - 3月31日 - 会長並びに代表取締役を辞任予定[6][7]。
  - 6月 - 同月開催予定の株主総会で取締役を退任。千葉銀行の特別顧問に就任する予定[7]。